# Sender Katrin
Der Sender Katrin auf dem Berg Katrin bei Bad Ischl (Oberösterreich) ist ein Sender der ORS-Gruppe des ORF. Als Antennenträger dient ein 56 Meter hoher Stahlfachwerkturm, der auf zwei Stahlbügel montiert ist.
Der Sender ging 1966 in Betrieb. In den 1970er-Jahren wurde der Sender ausgetauscht und ist nun die Sendeanlage für das Salzkammergut und die nahe Dachsteinregion. Aufgrund seiner Höhenlage auch Teile des Oberösterreichischer Zentralraums.
Fast 90 % des Sendegebietes können stereophon ausgestrahlt werden. Seit der Digitalisierung werden keine analogen Fernsehsignale mehr ausgestrahlt.

## Frequenzen und Programme

### Analoger Rundfunk (UKW)
| Frequenz  | Programm                      | RDS PS            | Senderlogo | PI-Code               | Regionalisierung | ERP     |
| --------- | ----------------------------- | ----------------- | ---------- | --------------------- | ---------------- | ------- |
| 88,1 MHz  | Hitradio Ö3                   | __OE_3__          |            | A203                  | –                | 0,6 kW  |
| 91,7 MHz  | Radio Salzburg                | *Radio_S          |            | A802                  | Salzburg         | 0,12 kW |
| 92,4 MHz  | Radio Oberösterreich          | *RADIO*_/**OOE**_ |            | A707                  | Oberösterreich   | 0,6 kW  |
| 97,2 MHz  | Ö1                            | __OE_1__          |            | A201                  | –                | 0,6 kW  |
| 100,2 MHz | Freies Radio Salzkammergut 1) | FRS_____          |            | A753                  | Oberösterreich   | 0,8 kW  |
| 102,2 MHz | Life Radio                    | *_LIFE_*          |            | A746                  | Oberösterreich   | 0,35 kW |
| 105,1 MHz | FM4                           | __FM4___          |            | A213                  | –                | 0,6 kW  |
| 107,9 MHz | kronehit                      | kronehit          |            | A3FF/ A7FF (regional) | Oberösterreich   | 0,32 kW |

1) Freies Radio Salzkammergut sendet von der Bergstation der Seilbahn.

### Digitaler Hörfunk (DAB+)
Seit 28. Mai 2019 wird der Österreichische Bundesmux in Oberösterreich im Kanal 6D gesendet. DAB wird in vertikaler Polarisation ausgestrahlt. In diesem Block erfolgt noch kein Gleichwellenbetrieb mit anderen Sendern, ist jedoch einen Ausbau vorgesehen.
| Block           | Programme | ERP (in kW) | Antennen- diagramm rund (ND), gerichtet (D) | Gleichwellennetz (SFN) |
| --------------- | --- | ----------- | ------------------------------------------- | --- |
| 8B MUX III-O    | - #Radio Rot Weiss Rot (112 kbp/s) - #Super 80s (112 kbp/s) - *SOL* (56 kbp/s) - ARABELLA (72 kbp/s) - Antenne Hit (72 kbp/s) - Flash 90s (72 kbp/s) - Beats Radio (72 kbp/s) - LoungeFM (40 kbp/s) - Inforadio (40 kbp/s) - Musiksender GÖD (72 kbp/s) - Nostalgie (96 kbp/s) - Superfly (72 kbp/s) - Radio VM1 (72 kbp/s) - Radio Bollerwagen (72 kbp/s) - XXXL RADIO (72 kbp/s) - SPI (16 kbp/s Daten) |             | D                                           | - Burgenland: Rechnitz (Hirschenstein) - Oberösterreich: Linz (Lichtenberg) - Steiermark: Bruck an der Mur (Mugel), Graz (Schöckl), Schladming (Hauser Kaibling) - Tirol: Innsbruck (Patscherkofel) |
| 6D DAB+ Austria | DAB-Block des österreichischen Bundesmux: - #Radio ONE (80 kbit/s) - * 88,6 * (72 kbit/s) - Antenne Österreich (72 kbit/s) - arabella HOT (72 kbit/s) - arabella MAGIC (72 kbit/s) - Energy (96 kbit/s) - ERF Süd (40 kbit/s) - jö.live (72 kbit/s) - KLASSIK RADIO (72 kbit/s) - Mein Kinderradio (40 kbit/s) - oe24 Radio (72 kbit/s) - Radio Maria Österreich (72 kbit/s) - Radio Stephansdom Klassik (72 kbit/s) - Rock Antenne (72 kbit/s) - Schlagerradio Flamingo (72 kbit/s) - WELLE 1 (72 kbit/s) - ORS EPG (16 kbit/s Daten) - ORS TPEG (8 kbit/s Daten, geplant) |             | D (30–310°)                                 | - Oberösterreich: Linz (Lichtenberg) in Planung: Bad Ischl (Katrin), Schärding (Schardenberg) |

### Digitales Fernsehen (DVB-T2)
Seit 4. Juni 2007 wird der Landesweite DVB-T Multiplex vom Sender Katrin abgestrahlt. Die analogen Fernsehprogramme des ORF wurden am 24. September 2007 abgeschaltet.
In DVB-T2 werden folgende Programme ausgestrahlt:
| Multiplex                | Kanal         | Programme im Bouquet | ERP    | Polarisation | Gleichwellennetz (SFN) |
| ------------------------ | ------------- | --- | ------ | ------------ | --- |
| MUX A (verschlüsselt)    | K32 (562 MHz) | ORF eins, ORF 2 Wien (beide unverschlüsselt), ORF 1 HD, ORF 2 HD (mit Landesfenstern aus Oberösterreich, Salzburg und Niederösterreich), ORF III HD, ORF SPORT + HD; - Radio: Österreich 1, Ö3 (auch als Visual Radio), FM4 (alle drei unverschlüsselt) | 2 kW   | vertikal     | Sankt Georgen (Attergau), Bad Ischl (Katrin), Ebensee (Rindbach), Unterach (Attersee), Obertraun (Krippenstein), Salzburg                         |
| MUX B (verschlüsselt)    | K29 (538 MHz) | ATV HD, ServusTV HD, RTL HD, 3sat HD, HGTV, Puls 4, ATV2 (unverschlüsselt), ZDFinfo; - HbbTV: Flimmit | 2 kW   | vertikal     | |
| MUX C (DVB-T)            | K34 (578 MHz) | Bad Ischl TV (STV1 Regional) | 0,2 kW | horizontal   | Bad Ischl (Katrin), (K30): Strobl (Wolfgangsee)                                                                                                   |
| SimpliTV (verschlüsselt) | K42 (746 MHz) | Sat.1 HD, ProSieben HD, Puls 4 HD, VOX HD, Disney Channel, CNN, Deluxe Music, NDR Fernsehen (Niedersachsen), Puls 24; - HbbTV: 4MEDIATHEK; Radio Maria (unverschlüsselt)                                                                                | 2,5 kW | vertikal     | Salzburg, Kufstein (Kitzbüheler Horn), Lend (Luxkogel), Schladming (Hauser Kaibling), Ramsau am Dachstein, Bad Ischl (Katrin), Gmunden (Grünberg) |
| SimpliTV (verschlüsselt) | K38 (610 MHz) | Das Erste HD, ZDF HD, ZDFneo HD, KiKA, RTL II, Sixx, kabel eins, Eurosport, Playboy TV, Sport1 | 2,5 kW | vertikal     | |
| SimpliTV (verschlüsselt) | K47 (682 MHz) | BR Fernsehen Süd HD, Arte HD, Sat.1 Gold, Super RTL, n-tv, Phoenix, Nickelodeon, DMAX, RTL Plus, NITRO, One | 2,5 kW | vertikal     | |

### Analoges Fernsehen (PAL)
Vor der Umstellung auf DVB-T diente der Sendestandort weiterhin für analoges Fernsehen:
| Kanal | Frequenz (MHz) | Programm             | ERP (kW) | Sendediagramm rund (ND)/ gerichtet (D) | Polarisation horizontal (H)/ vertikal (V) |
| ----- | -------------- | -------------------- | -------- | -------------------------------------- | ----------------------------------------- |
| 5     | 175,25         | ORF 1                | 2        | D                                      | H                                         |
| 22    | 479,25         | ORF 2 Oberösterreich | 5,3 / 10 | D                                      | H / V                                     |
| 38    | 607,25         | ORF 2 Salzburg       | 4,5 / 3  | D                                      | H / V                                     |